# Asteriks legionista
Asteriks legionista (fr. Astérix légionnaire) – dziesiąty album komiksu o przygodach Gala Asteriksa autorstwa René Goscinnego (scenariusz) i Alberta Uderzo (rysunki).
Komiks ukazywał się początkowo w odcinkach, na łamach francuskiego czasopisma Pilote, w 1966 r. Został wydany w formie albumu w 1967 r.
Pierwsze polskie wydanie (w tłumaczeniu Jolanty Sztuczyńskiej) pochodzi z 1993 roku. W 1999 r. ukazał się w nowym przekładzie autorstwa Jarosława Kiliana.

## Fabuła
W wiosce Galów zjawia się Falbala, córka Agronomiksa, która wyjechała na studia do Condante. Obeliks zakochuje się w niej, ale dowiaduje się, że ma już narzeczonego, Tragikomiksa.
Falbala otrzymuje list od Tragikomiksa: został siłą wcielony do legionów rzymskich, które mają trafić do Afryki. Asparanoiks tłumaczy Galom, że Juliusz Cezar wojuje z Pompejuszem i jest oblężony w Ruspinie. Ponieważ potrzebuje wojska, zdecydował o wcielaniu do armii także Galów.
Asteriks i Obeliks wyruszają w drogę śladami Tragikomiksa. W Condante dowiadują się, że odpłynął już z resztą wojska do Afryki. Aby dotrzymać mu kroku, Asteriks i Obeliks decydują się sami wstąpić do legionów.

## Nawiązania
- fabuła komiksu nawiązuje częściowo do filmu Flip i Flap w Legii Cudzoziemskiej z 1939 r.,
- po spotkaniu z Galami piraci pod wodzą kapitana Krwawobrodego znaleźli się na tratwie w sposób, który przypomina obraz Tratwa Meduzy Théodore’a Géricaulta (scena ta znalazła się potem w filmie Asterix i Obelix: Misja Kleopatra)[1],